# Meenlaragh
Meenlaragh (iriska: Mín Lárach) är en ort i republiken Irland.   Den ligger i grevskapet County Donegal och provinsen Ulster, i den norra delen av landet, 240 km nordväst om huvudstaden Dublin. Meenlaragh ligger 31 meter över havet och antalet invånare är 442.
Terrängen runt Meenlaragh är platt åt nordost, men söderut är den kuperad. Havet är nära Meenlaragh norrut.Runt Meenlaragh är det ganska glesbefolkat, med 23 invånare per kvadratkilometer. Närmaste större samhälle är Derrybeg, 9,4 km sydväst om Meenlaragh. Trakten runt Meenlaragh består i huvudsak av gräsmarker.